# Batman fia
A Batman fia (eredeti cím: Son of Batman) 2014-ben megjelent egész estés amerikai 2D-s számítógépes animációs film, amely eredetileg DVD-n jelent meg és amely a DC animációs filmuniverzum 2. filmje. A forgatókönyvet James Robinson írta, Ethan Spaulding rendezte, a zenéjét Frederik Wiedmann szerezte. A Warner Bros. Animation készítette, a Warner Home Video forgalmazta. Amerikában 2014. május 6-án, Magyarországon 2014. július 16-án adták ki DVD-én.

## Ismertető
Egy titkos hegyi erődítmény tetején rejtőzik az Árnyak Ligája és hidegvérű vezérük, Ra’s al Ghul. Lányával, Taliával, aki épp olyan veszedelmes, mint ő, egy hivatásos bérgyilkosokból álló hadsereget irányítanak, akik meg akarják szerezni a világ feletti uralmat. Ám a Ligában lázadás tör ki, ami felborítja a hatalmi egyensúlyt, Talia és fia, az ifjú Damian ezért kénytelen Gotham Citybe menekülni. Taliát bérgyilkosok veszik üldözőbe, ő pedig Batman-hez fordul védelemért, akinek sejtelme sincs róla, hogy ő a fiú apja. Fiával az oldalán Batman háborút hirdet a gonosz Halálcsapás és az Árnyak Ligája ellen, miközben folyton arra inti a forrófejű fiút, hogy nem harcolhat úgy a bűn ellen, ha közben ő maga is bűnözővé válik. Gotham színe-java, köztük Gordon felügyelő és Éjszárny segítségével Batman hamarosan ráébred, hogy a fia és egyben legmegbízhatóbb szövetségese egy és ugyanaz a személy!

## Szereplők
| Szereplő                    | Eredeti hang       | Magyar hang        |
| --------------------------- | ------------------ | ------------------ |
| Bruce Wayne / Batman        | Jason O'Mara       | Dolmány Attila     |
| Damian Wayne / Robin        | Stuart Allan       | ifj. Boldog Gábor  |
| Dick Grayson / Éjszárny     | Sean Maher         | Magyar Bálint      |
| Waylon Jones / Gyilkos Krok | Fred Tatasciore    | Bolla Róbert       |
| Slade Wilson / Halálcsapás  | Thomas Gibson      | Maday Gábor        |
| Talia al Ghul               | Morena Baccarin    | Kisfalvi Krisztina |
| Ra's al Ghul                | Giancarlo Esposito | Orosz István       |
| Alfred Pennyworth           | David McCallum     | Rosta Sándor       |
| Dr. Kirk Langstrom          | Xander Berkeley    | Tarján Péter       |
| Francine Langstrom          | Diane Michelle     |                    |
| Rebecca Langstrom           | Kari Wahlgren      | Bogdányi Titanilla |
| James Gordon                | Bruce Thomas       | Várkonyi András    |
| Ubu / Bronz Tigris          | Bruce Thomas       | Kardos Róbert      |

## A magyar változat munkatársai[2]
További magyar hangok
- Papucsek Vilmos
- Stern Dániel
- Törtei Tünde

Magyar szöveg
- Csizmás Kata

Hangmérnök
- Fék György

Vágó
- Simkóné Varga Erzsébet

Gyártásvezető
- Gelencsér Adrienne

Szinkronrendező
- Kolozs Dóra

Cím, stáblista felolvasása
- Korbuly Péter

A szinkront a Mafilm Audio Kft. készítette, 2014-ben. Forgalmazza a ProVideo.